# Artemisinina
La artemisinina —también conocida como qinghaosu— y sus derivados son una familia de fármacos que poseen la acción más rápida de todos los medicamentos comunes contra el paludismo provocado por falciparum. Los tratamientos que contienen derivados de la artemisinina (terapias de combinación de artemisinina, ACTs) son hoy día el tratamiento estándar a nivel mundial para la malaria. El componente principal de la artemisinina se aísla de la planta Artemisia annua, una hierba descrita en la medicina tradicional china.
Químicamente, la artemisinina es una lactona sesquiterpénica que contiene un puente peróxido inusual. Se cree que es este peróxido el responsable del mecanismo de acción de la droga. No se conoce ningún otro componente natural con un puente de peróxido similar.
El uso de este medicamento como monoterapia está explícitamente desaconsejado por la Organización Mundial de la Salud, ya que se han encontrado signos de que parásitos de malaria han desarrollado una resistencia al fármaco. Las terapias que combinan la artemisinina con algún otro fármaco anti-malaria son los tratamientos preferidos no solo por su efectividad, también por su tolerancia por los pacientes. El uso de dicho medicamento se ha incrementado también en tratamientos contra la malaria vivax y es objeto de investigación en estudios de tratamientos del cáncer.

## Historia

### Etimología
La artemisinina es una lactona antimalarial derivada de la planta Artemisia annua. Esta planta ha sido utilizada en la medicina tradicional china desde hace más de dos mil años. En 1596, Li Shizhen recomendó una infusión de artemisia annua específicamente para tratar síntomas de la malaria. El nombre del género es derivado la diosa griega Artemisa y, más específicamente, puede haber sido nombrado por la reina Artemisia II de Caria.

### Descubrimiento
La artemisia annua (A. annua) es una hierba común que se encuentra en muchas partes del mundo, y ha sido utilizada por herbalistas chinos por más de dos mil años para el tratamiento de muchas dolencias, tales como enfermedades de la piel y la malaria. El uso más antiguo se remonta al 200 BC, en Recetas para las cincuenta y dos enfermedades, uno de los textos de Mawangdui. Su uso antimalarial fue descrito por primera vez en Manual de prescripciones para emergencias, editado a mediados del siglo IV por Ge Hong; allí se detallan 43 tratamientos para la malaria.

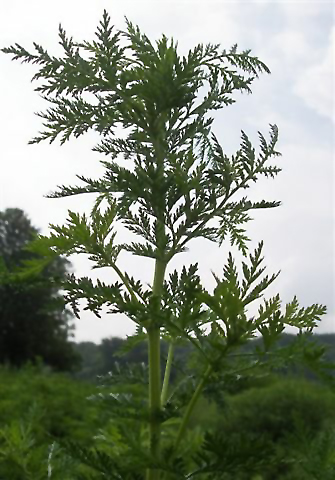
Artemisia annua

En 1967 el Ejército Popular de Liberación crea un programa de investigación bajo el nombre Proyecto 523 para encontrar un tratamiento adecuado para la malaria; el programa y su trabajo clínico inicial fueron ordenados por Mao Zedong, a petición de los líderes de Vietnam del Norte para asistir a su ejército. En el transcurso de esta investigación, Tu Youyou descubrió la artemisina. Fue uno de los muchos candidatos probados por científicos chinos como posibles tratamientos para la malaria, de una lista de cerca de 500 medicinas tradicionales chinas. Tu Youyou también descubrió que se podía utilizar un proceso de extracción a baja temperatura para aislar de la planta una substancia eficaz contra la malaria; Tu dijo que fue influenciada por una fuente tradicional de la medicina china donde decía que esta hierba se debía mojar en agua fría. La substancia extraída, una vez purificada, demostró ser un medicamento antimalarial usable. Un estudio de 2012 reportó que terapias basadas en artemisina eran las más efectivas en el tratamiento de la malaria en ese momento; y también se reportó que elimina más rápido los parásitos de la malaria del cuerpo del paciente que otras drogas. Además de la artemisina, el Proyecto 523 desarrolló una cantidad de productos que pueden ser usados junto con la artemisina, incluyendo la lumefantrina, la piperaquina y la pironaridina.
Por muchos años luego de su descubrimiento, el gobierno chino restringió el acceso a la droga purificada y la planta de la que era extraída.[cita requerida] No fue hasta que la reforma económica china a fines de los 1970s y principios de 1980s que las noticias del descubrimiento llegaron a científicos fuera de China a través de resultados publicados en el Chinese Medical Journal en 1979. Ying Lee, uno de los científicos involucrados en la investigación de la artemisina, dijo que los chinos desconfiaban de Occidente en ese momento.[cita requerida] La investigación fue recibida con escepticismo al principio, en parte porque la estructura química de la artemisina, particularmente la porción peróxida, parecía ser demasiado inestable para ser un medicamento viable.
A fines de 1990s, Novartis compró una nueva patente china para un tratamiento combinado con arteméter y lumefantrina, proporcionando las primeras terapias combinadas basadas en la artemisina (Coartem) a precios reducidos a la Organización Mundial de la Salud. En 2006, cuando la artemisina comenzó a ser el tratamiento preferido para la malaria, la OMS pidió un freno a los preparados de artemisina con un solo medicamento, en favor de combinaciones con otros medicamentos contra la malaria, para reducir el riesgo de que los parásitos desarrollasen resistencia.
En 2011, Tu Youyou fue premiada con el Premio Albert Lasker por Investigación Médica Clínica por su papel en el descubrimiento y desarrollo de la artemisina, y en 2015 con el Premio Nobel de Fisiología o Medicina.

## Derivados de la artemisinina
La artemisinina y sus derivados son lactonas sesquiterpénicas que contienen un puente peróxido, responsable del mecanismo de acción de la droga. Se han desarrollado muchos derivados sintéticos de la artemisinina, siendo los más comunes:
- Artesunato
- Artemeter
- Dihidroartemisinina
- Ácido Artelínico
- Artenimol
- Artemotil

Todos ellos tienen mejor biodisponibilidad que la artemisinina y se utilizan clínicamente en terapias combinadas contra la malaria. 

## Tratamiento con artemisinina
La artemisinina se dirige a los parásitos dentro del ciclo de Plasmodium falciparum en la fase eritrocítica de la infección. En sangre, la artemisinina se hidroliza completamente a dihidroartemisinina, que tiene una vida media aproximada de una hora en plasma. Una dosificación de una o dos veces al día resulta en una reducción de cuatro órdenes de magnitud de la biomasa del parásito asexual por 48 h de tratamiento. 
La corta vida de los derivados de la artemisinina reduce al mínimo el periodo de tiempo disponible para la selección de cepas resistentes. De ahí la importancia de los tratamientos que contienen derivados de la artemisinina. Las Terapias de combinación de artemisinina (ACTs) son, hoy en día, el tratamiento estándar a nivel mundial contra la malaria.
El uso de este medicamento en sí mismo como monoterapia, contradice las recomendaciones de la Organización Mundial de la Salud (OMS), ya que contribuye a un desarrollo más rápido de una resistencia al fármaco.

## Resistencia a la artemisinina
Los primeros informes de la evidencia clínica a la disminución de la sensibilidad a la artemisinina se detectaron por primera vez en Pailin, Camboya occidental (sudeste asiático) en 2008.

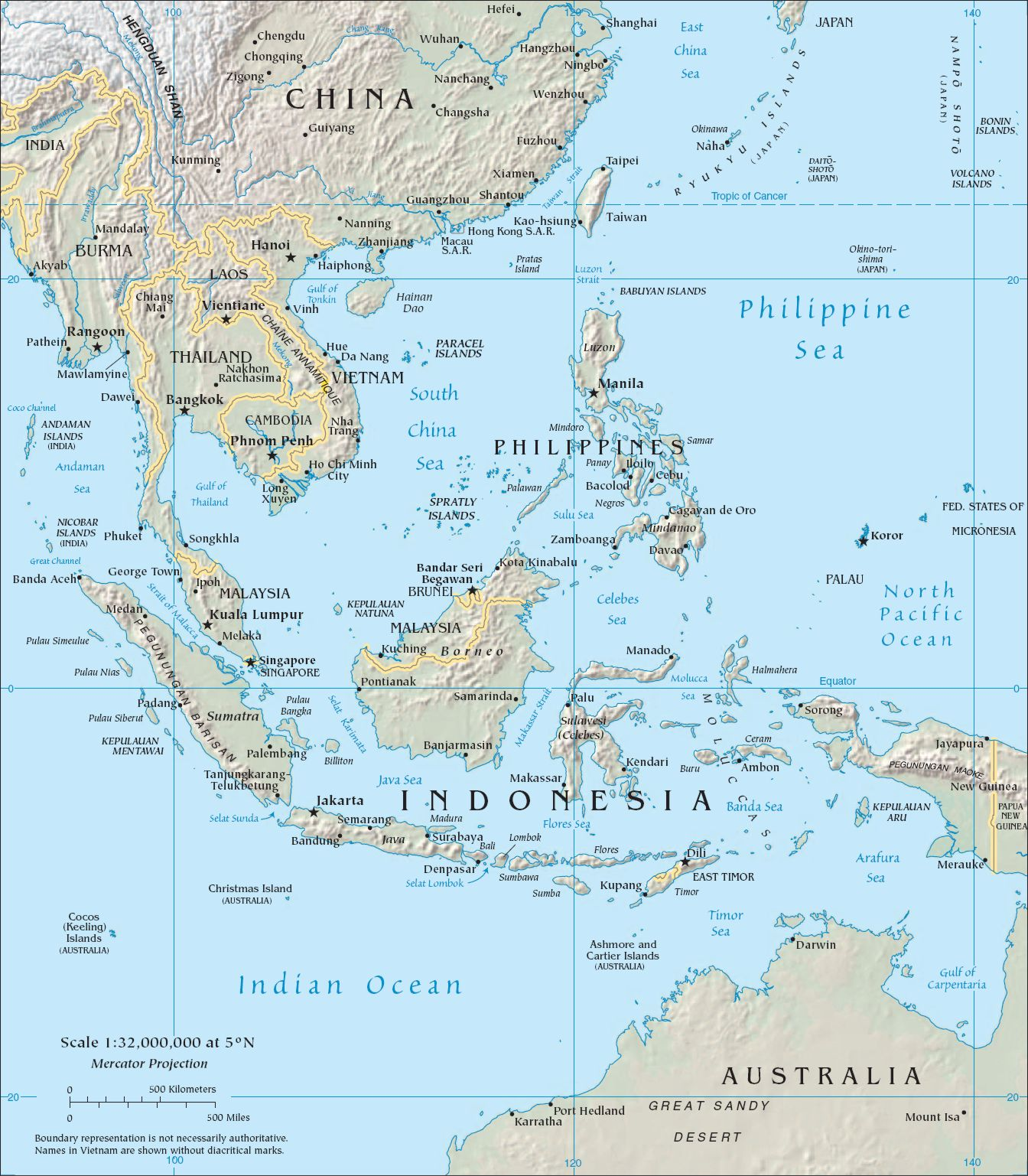
Sudeste asiático

Esta resistencia está caracterizada por una eliminación del parásito o aclaramiento del parásito (CR) más lento después del tratamiento con artemisinina. 
La OMS aboga por el uso racional de los medicamentos antimaláricos y reconoce el papel crucial de los trabajadores sanitarios de la comunidad en la reducción de la malaria en la región.

## Estudios de genotipado y fenotipado
Se han realizado diferentes estudios de genotipado y fenotipado para localizar una región del genoma en el que resida la resistencia de artemisinina. Para ello se llevaron a cabo estudios poblacionales en el sudeste asiático desde 2001 a 2010, que intentan encontrar una región del genoma donde subyace la resistencia de artemisinina en Malaria.
Se elige está zona del suroeste asiático como zona de referencia para tomar las muestras a estudio por tratarse de una zona endémica de malaria, donde han empezado las resistencias a otros antimaláricos.
En estos estudios se comparan poblaciones vecinas del Sudeste asiático, como son  Laos, Tailandia y Camboya con bajos niveles de diferenciación genética por la proximidad (cepas de Plasmodium falciparum con elevada similitud), pero con diferencias en el aclaramiento del parásito (CR) después del tratamiento con artemisinina o terapias combinadas de artemisinina (ACTs).
Las conclusiones de estos estudios son:
- En el cromosoma 1 no existe asociación con el gen de la ATPase6.
- Se identifican cinco genes asociados a resistencias en otros fármacos: pfcrt, dhfr, pfmdr1, dhps and GTP-cyclohydrolase I.
- Identifican tres zonas de posible asociación a esta resistencia, en los cromosomas 6, 13 y 14.
- La región localizada en el cromosoma 13, contiene varios genes candidatos y está asociada con la variación en el aclaramiento del parásito.

## Anticancerígeno
A principios de los años 1990 se descubrió que la artemisinina tenía actividad anticancerígena. En 2019 se elucidó el mecanismo molecular que permite esta actividad: el artesunato (un derivado de la artemisinina) interfiere con una proteína reguladora del ciclo natural de muerte celular.